# Casa Domaine Towers
Les Casa Domaine Towers sont deux gratte-ciel résidentiels en construction à Jakarta en Indonésie. Il s'élèveront à 230 et 210 mètres. Leur achèvement est prévu pour 2018. 